# Jan Długosz

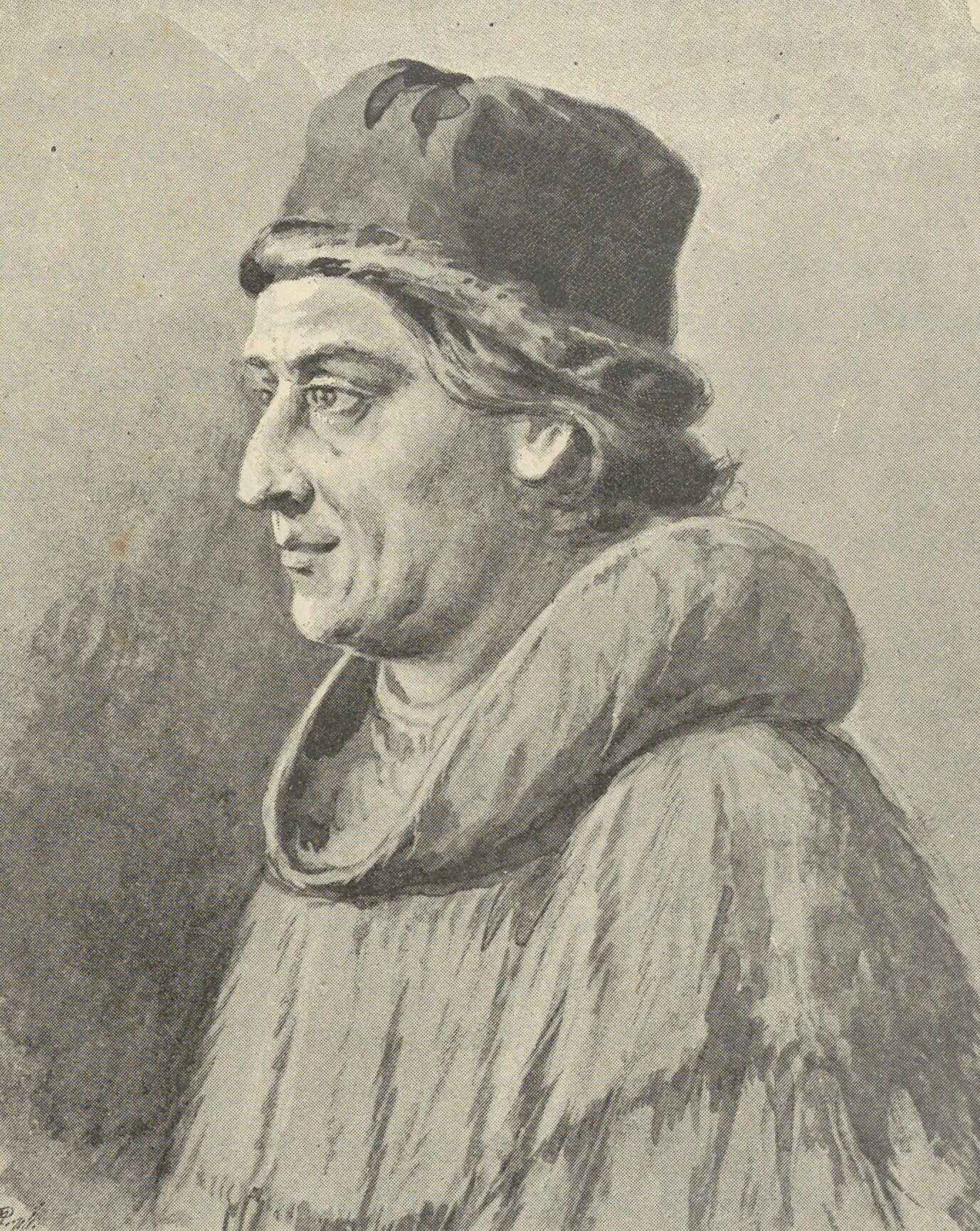
Porträt von Jan Długosz, gemalt von Walery Eljasz-Radzikowski (1889).

Jan Długosz, auch Johannes Longinus, Joannes Dlugossius, Johann(es) Dlugoß bzw. Dluhoss (* 1. Dezember 1415 in Nowa Brzeźnica bei Radomsko; † 19. Mai 1480 in Krakau) war ein polnischer Diplomat, Geograph und Historiker. 

## Leben
Długosz studierte von 1428 bis 1431 an der Krakauer Akademie. Im Jahre 1431 wurde er von seinem Onkel Bartłomiej Długosz und Pfarrer von Kłobuck (Klobutzko) in Schlesien zu seinem Nachfolger an der Pfarrkirche Sankt Martin in Kłobuck bestimmt und stiftete später das Kanonikerkloster in Kłobuck. 1436 wurde er Kanoniker in Krakau. In den Jahren 1433 bis 1455 war Długosz enger Vertrauter und Sekretär des Krakauer Bischofs Zbigniew Oleśnicki. Nach dessen Tod trat er 1467 in Dienst des Königs Kasimir IV. ein, von dem er mit der Erziehung königlicher Söhne und mit zahlreichen diplomatischen Missionen beauftragt wurde. Unter anderem verhandelte er während des Dreizehnjährigen Krieges (1454–1466) zwischen dem Deutschen Orden und Polen-Litauen. Unter seiner Mitwirkung kam der Zweite Frieden von Thorn zustande. Eine Wahl zum Erzbischof von Prag lehnte er ab, kurz vor seinem Tod wurde Długosz 1480 zum Erzbischof von Lemberg ernannt.

## Schriften

### Annales seu Chronicae incliti Regni Poloniae
Zwischen 1455 und 1480 verfasste er die Annales seu Cronicae incliti Regni Poloniae (Annalen oder Chroniken des ruhmreichen Königreichs Polen, Roczniki, czyli kroniki sławnego Królestwa Polskiego) in lateinischer Sprache in zwölf Bänden. Ein Teil davon, die Chorographia Regni Poloniae ist eine ausführliche geographische Beschreibung des Landes. Die historischen Darstellungen sind in den Details dagegen meist zweifelhaft.
Das Gesamtwerk übte großen Einfluss auf die frühneuzeitliche polnische Historiographie aus, unter anderem auf Mathias von Miechow.
Die erste Druckausgabe der Chronik von Długosz erschien 1614 (zensiert), eine erste vollständige Ausgabe von 1701 bis 1703. Die heute maßgebliche kritische Ausgabe erschien von 1964 bis 2003 in 10 Bänden.

### Banderia Prutenorum
Seine Banderia Prutenorum von 1448 ist eine der wesentlichsten zeitnahen Quellen zur Schlacht bei Tannenberg (1410), wobei der Schlachtort, polnischer Tradition folgend, von Długosz als Grunwald (und nicht als Grünfelde nahe Tannenberg) bezeichnet wird.

### Liber beneficiorum ecclesiae Craceviensis
Długosz schrieb von 1440 bis 1480 in drei Teilen den Liber beneficiorum ecclesiae Craceviensis. Das Buch ist eine Übersicht über die dem des Bistum Krakau zukommenden Pfründe (lateinisch: beneficia), verbunden mit einer Kirchengeschichte Krakaus und einer ausführliche Beschreibung des Bistums Krakau. Der dritte, von 1470 bis 1480 verfasste Teil beschreibt alle Pfarreien des Bistums, einschließlich die Dekanate von Bytom (Beuthen) und Pszczyna (Pless), damals außerhalb Polens im Königreich Böhmen.

### Übersetzung
Długosz ließ im Jahr 1464 Wigand von Marburgs preußische Reimchronik durch Konrad Gesselen ins Lateinische übersetzen.

### Gesamtausgabe
Das gesamte Werk von Długosz wurde 1887 von Alexander Przeździecki als „Joannis Dlugosz Senioris Canonici Cracoviensis Opera Omnia“ herausgegeben. Die Bände I bis VI enthalten die kürzeren Texte. Dazu gehören etwa die Vita des hl. Stanislaus, die als „Banderia Prutenorum“ bekannte Beschreibung der 1410 erbeuteten Banner des Deutschen Ordens, aber auch ein Heraldikbuch, für das die Urheberschaft Długosz noch nicht abschließend geklärt ist. In den folgenden Bänden befinden sich die Hauptwerke: in den Büchern VII bis IX ist der „Liber beneficiorum“ abgedruckt, eine Zusammenstellung der Güter, Rechte und Privilegien des Bistums Krakau, und die restlichen Bände X bis XIV enthalten die „Annales seu cronica incliti regni Poloniae“, eine der bedeutendsten Universalchroniken zur
Geschichte Ostmitteleuropas im Mittelalter.